# Mount Kammuri
Mount Kammuri är ett berg i Antarktis. Det ligger i Östantarktis. Norge gör anspråk på området. Toppen på Mount Kammuri är 340 meter över havet.
Terrängen runt Mount Kammuri är kuperad österut, men västerut är den platt. Havet är nära Mount Kammuri åt sydväst. Trakten är obefolkad.